# Тревор ван Римсдајк
Тревор ван Римсдајк (енгл. Trevor van Riemsdyk — Мидлтаун, 24. јул 1991) професионални је амерички хокејаш на леду који игра на позицијама одбрамбеног играча.
Члан је сениорске репрезентације Сједињених Држава за коју је на међународној сцени дебитовао на светском првенству 2017. године.
Пре почетка професионалне каријере 2014. Ван Римсдајк је три сезоне играо у колеџ лиги за екипу Универзитета Њу Хемпшир. Иако није учествовао на НХЛ драфту у марту 2014. потписао је први професионални уговор у каријери са екипом Чикаго блекхокса (на две године). Дебитантски наступ у НХЛ-у остварио је 9. октобра исте године на утакмици против Далас старса. Са Блекхоксима је у сезони 2014/15. освојио трофеј намењен победнику Стенли купа.
Његов старији брат Џејмс такође је професионални хокејаш на леду.